# Pygopus nigriceps
Pygopus nigriceps là một loài thằn lằn trong họ Pygopodidae. Loài này được Fischer mô tả khoa học đầu tiên năm 1882.